# Hannes Swoboda

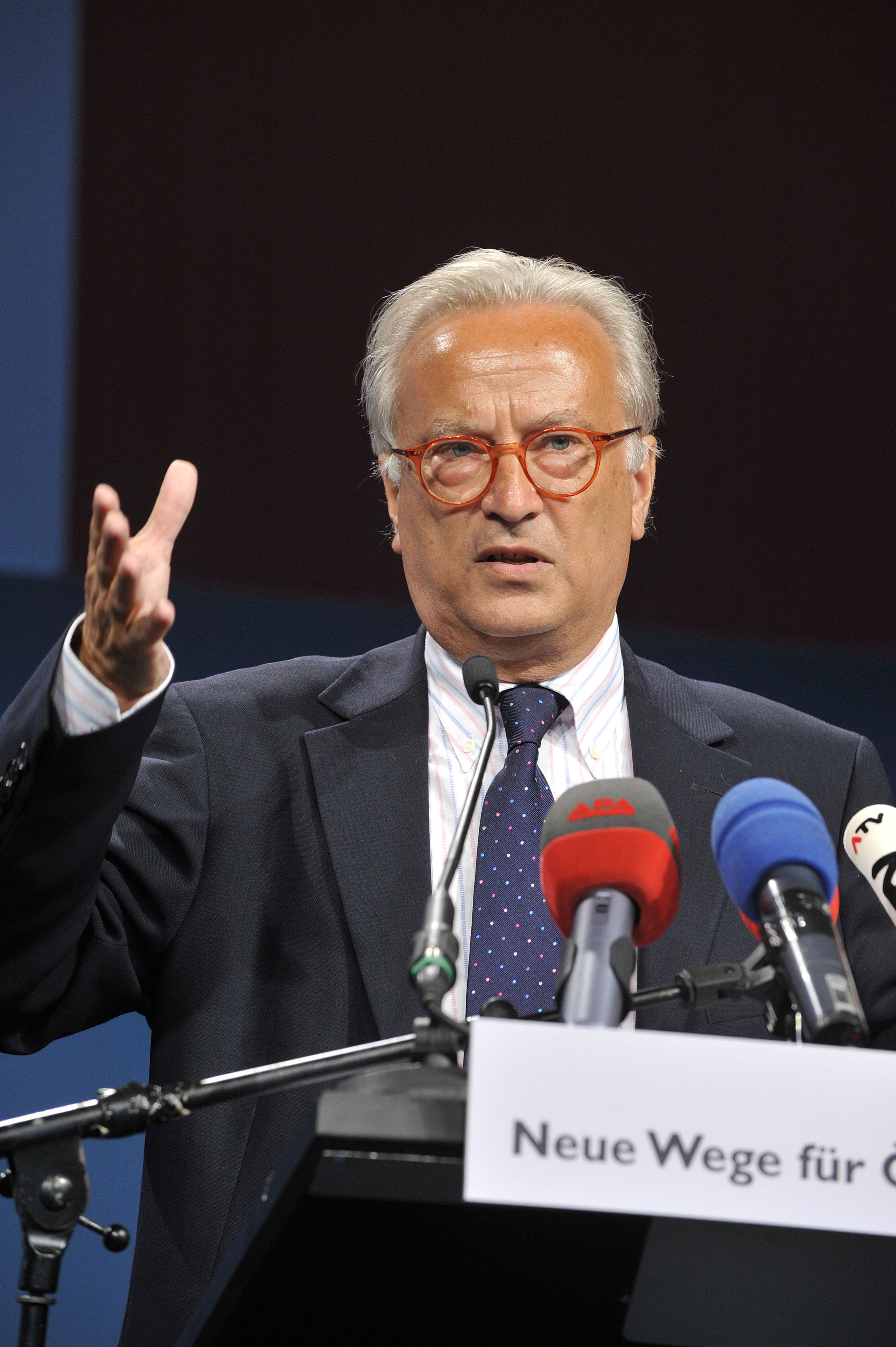
Hannes Swoboda (2008)

Hannes Swoboda, eigentlich Johannes Swoboda (* 10. November 1946 in Bad Deutsch-Altenburg), ist ein österreichischer Europapolitiker (SPÖ). Nach seiner Zeit in der Wiener Stadtregierung ab 1988 war Swoboda zwischen 1996 und 2014 Abgeordneter des Europäischen Parlaments (MEP), sowie langjähriger Präsident und Vizepräsident der Fraktion der Progressiven Allianz der Sozialdemokraten im Europäischen Parlament (S&D).

## Biografie
Hannes Swoboda studierte von 1964 bis 1972 Rechtswissenschaften und Volkswirtschaftslehre. Von 1972 bis 1986 arbeitete er bei der Wiener Arbeiterkammer, zunächst als Referent in der Wirtschaftswissenschaftlichen Abteilung und ab 1976 als Leiter der neugegründeten Abteilung für Kommunalpolitik.

### Politiker in Wien
Swoboda wurde 1983 in den Gemeinderat und Landtag gewählt. 1988 wurde er amtsführender Stadtrat für Stadtplanung und Stadtentwicklung (siehe Landesregierung und Stadtsenat Zilk II, Zilk III und Häupl I).
Hannes Swoboda war Mitglied des Bundesparteivorstandes und des Wiener Vorstandes der SPÖ. Er unterstützt die Initiative für mehr Europa und hat das Manifest der Spinelli-Gruppe unterzeichnet.
Von 1995 bis 2010 war er Vorsitzender der SPÖ Bildung.

### Europapolitiker
Von 1996 bis 2014 war Swoboda Mitglied des Europäischen Parlaments und stieg dort zunächst zum stellvertretenden, später zum Fraktionsvorsitzenden (Präsidenten) der SPE auf. Er war einer der Balkanexperten des Europäischen Parlaments (EP). Im April 2008 war er Berichterstatter zum Fortschrittsbericht über Kroatien 2007 des EP-Ausschusses für auswärtige Beziehungen, der vom EP mit sehr großer Mehrheit angenommen wurde. Er beteiligte sich an der Initiative „A Soul for Europe“ und war Mitglied ihrer Parlamentarischen Arbeitsgruppe, die die Initiative mit dem Europäischen Parlament vernetzt.

#### Verständnis für „EU-Sanktionen gegen Österreich“?
Innenpolitisch wurde Swoboda im Jahr 2000 von Jörg Haider kritisiert, weil er nach Meinung von Kommentatoren in einem Brief Verständnis für die in Österreich sogenannten Sanktionen der damals 14 anderen EU-Staaten (Verweigerung bilateraler Gespräche und höchstrangiger Kontakte mit der neuen schwarz-blauen Bundesregierung (Schüssel I) wegen mangelnder Abgrenzung der FPÖ zum Rechtsextremismus) gezeigt hätte. (Die SPÖ wurde damals von rechten Kreisen beschuldigt, die „Sanktionen“ bei den anderen EU-Staaten „bestellt“ zu haben. Diese Maßnahmen wurden später als kontraproduktiv bewertet und im September desselben Jahres aufgehoben.)

#### Delegationsleitung im Europäischen Parlament
Parteiintern war Hannes Swoboda 1999/2000 in Streitigkeiten verwickelt, weil der damalige SPÖ-Bundeskanzler Viktor Klima den parteifreien Publizisten Hans-Peter Martin zum Spitzenkandidaten der SPÖ bei der Europawahl in Österreich 1999 erkoren hatte. Nach der Wahl weigerten sich allerdings die anderen SPÖ-EP-Abgeordneten unter Swobodas Führung, Martin zu ihrem Delegationsleiter zu wählen, und wählten Swoboda in diese Funktion. Martin war seither fraktionsloses MdEP. Bei der Europawahl in Österreich 2009 war Swoboda wieder Spitzenkandidat der SPÖ. Die SPÖ erhielt 23,7 Prozent der Stimmen (nach 33,3 bei der Wahl 2004); die Liste Dr. Martin, intensiv unterstützt durch die Kronen Zeitung, erhielt 17,7 Prozent (nach 14,0 % bei der Wahl 2004).
Im Juli 2009 wurde Hannes Swoboda zum Stellvertretenden Vorsitzenden der Fraktion der Progressiven Allianz der Sozialisten & Demokraten im Europäischen Parlament (S&D) gewählt. Aufgrund dieser Funktion kandidierte er nicht mehr als Delegationsleiter der SPE.
Im Jänner 2012 trat Hannes Swoboda die Nachfolge von Martin Schulz  als Präsident der Fraktion der Progressiven Allianz der Sozialisten & Demokraten im Europäischen Parlament an. Bei den Wahlen zum Europäischen Parlament im Frühjahr 2014 kandidierte Swoboda nicht mehr und beendete somit seine politische Karriere mit der Niederlegung des Präsidentenamtes im Juni 2014. Als sein Nachfolger wurde Gianni Pittella gewählt.

### Diverses

#### Besondere Tätigkeiten
Im Jahr 2000 wurde er Vorsitzender der Internationalen Expertenkommission Historische Mitte Berlin und entwickelte ein Nutzungskonzept für das Berliner Stadtschloss. Unter dem von ihm präsentierten Begriff Humboldtforum übergab er am 17. April 2002 den Abschlussbericht dem damaligen Bundesminister für Verkehr, Bau- und Wohnungswesen Kurt Bodewig und dem Regierenden Bürgermeister von Berlin Klaus Wowereit.
Swoboda ist Präsident des International Institute for Peace (IIP) mit Sitz in Wien.

#### Aussagen zur Wirtschaftskrise 2008
In einem Chat über die EU und die aktuelle Wirtschaftskrise in der Tageszeitung Der Standard antwortete Swoboda im Oktober 2008 auf die Frage nach der Wirksamkeit der Zwei-Billionen-Euro-Finanzgarantie der Regierungen:
Leider war es notwendig, diese Garantien zu geben, aber erstens ist dieses Geld ja nicht vorhanden und zweitens würde es, wenn es eingefordert werden würde zu einer echten Wirtschaftskatastrophe kommen. Aber die mit dieser Summe verbundenen Signale der Sicherheit waren notwendig. Aber grundlegende Reformen des Finanzsektors müssen folgen ... [um] Ähnliches zu vermeiden.

### Persönliches
Swoboda ist mit Brigitte Ederer verheiratet, einer ehemaligen österreichischen Staatssekretärin und späteren Wiener Finanzstadträtin, die anschließend bis 2013 Vorstandsmitglied der Siemens AG war und 2020 wieder in den Aufsichtsrat der Österreichischen Bundesbahnen berufen wurde.
In seiner Freizeit fotografiert und malt Hannes Swoboda; im Juni 2010 zeigte er anlässlich einer Ausstellung im Wiener Kabelwerk eigene Bilder.

## Auszeichnungen
- Großes Silbernes Ehrenzeichen mit dem Stern für Verdienste um die Republik Österreich[7] (1998)
- Orden der Stadt Pogradec, Albanien[8]